# Kepler-82e
Kepler-82e es uno de los cuatro planetas extrasolares que orbitan la estrella Kepler-82. Fue descubierto por el método de tránsito astronómico en el año 2014.
Kepler-82e ha sido descubierto por el telescopio espacial Kepler y fue clasificado inicialmente como candidato a planeta. Un nuevo análisis estadístico dirigido por un equipo del Centro de Investigación Ames de la NASA ha validado el planeta con más del 99 por ciento de probabilidades de albergar vida. Aunque muchos parámetros de Kepler-82e son aún desconocidos, es muy poco probable que se trate de un falso positivo.